# 黄元 (韓国)
黄 元（こう げん、ファン・ウォン、1937年 -）は、北朝鮮による韓国人拉致被害者。大韓民国江原道江陵市出身。大韓航空機YS-11ハイジャック事件のときの乗客の1人で、当時、韓国のテレビ局文化放送（MBC）に勤務していた。

## ハイジャックと拉致
1969年12月11日、北朝鮮工作員の趙昶煕（当時42歳）が大韓航空機YS-11ハイジャック事件を起こし、乗員乗客を平壌に連行した。解放された乗客の証言や韓国当局の発表によれば、乗客として一番前の席に座っていた趙昶煕が離陸後機長室に侵入し、ユ・ビョンハ機長にピストルを突きつけ北朝鮮に向かうように脅迫したという。人質になった人々は、北朝鮮の戦闘機3機が宣徳から平壌までエスコート飛行し、諜報員は平壌に着くと軍関係者に迎えられ、車で走り去ったこと、また、乗客乗員50人は飛行機から降ろされる前に目隠しされたことを証言している。この事件は国際的な非難を呼び、国際連合が直ちに北朝鮮に対する非難決議を採択した。
その後、1970年2月14日、搭乗者のうち乗客39人（男性32人、女性7人）を板門店経由で送還したが、乗務員4人と乗客7人の計11人が未帰還のまま拉致された。拉致されたのは、以下の11名。
- 機長 ユ・ビョンハ（38歳）
- 副操縦士 チェ・ソクマン (37歳)
- 乗務員 チョン・ギョンスク (24歳)
- 乗務員 ソン・ギョンフィ (23歳)
- 乗客（印刷所） イ・ドンギ (49歳)
- 乗客（テレビ局勤務）ファン・ウォン (32歳)
- 乗客（記者） キム・ボンジュ (27歳)
- 乗客（病院長） チェ・ホンドク (37歳)
- 乗客（会社員） イム・チョルス (49歳)
- 乗客（飲食業） チャン・ギヨン (40歳)
- 乗客（韓国スレート） チェ・ジョンウン (28歳)

事件当日、フォン・ウォンは出張のため大韓航空機で江陵市からソウルの金浦国際空港に向かう予定だった。
戻ってきた乗客によると、ファン・ウォンは北朝鮮当局による洗脳に抵抗し、そのイデオロギーに疑問を呈したため、別の場所に連れて行かれたという。ファンの妻は、夫が拉致されたことにより、強い精神的打撃を受けた。事件当時2歳だったファンの子息ファン・インチョルもまた、父親が北朝鮮にいるという事実が「重大な足かせ」となり、定職につくことができなかったという。大韓赤十字社は拉致被害者11人を帰国させるよう北朝鮮に求めてきたが、北朝鮮側は繰り返し拉致を否定している。ファン・インチョルは、「私の人生は苦難の繰り返しだ」と述べ、最も重視されるべき人権問題が常に蚊帳の外に置かれていることを指摘し、「韓国政府の無視と無関心は私の心に大きな痛みを残した」と語っている。
2001年、離散家族再会事業において無作為に選ばれた参加者の1人がハイジャック事件当時、客室乗務員だったソン・ギョンフィであった。彼女は32年ぶりに母親と再会した際、「他の乗員はまだ生きており平壌周辺で生活している、北朝鮮に到着した日以降、他の拉致被害者たちの姿を見てはいないが、彼らが無事だと聞いている」と語った。ファン・ウォンの息子インチョルは、ソンの涙ながらの再会を見て父親を捜すことを決心したという。彼は、勤務していた出版社を退職し、韓国全土を回りハイジャック事件への関心を呼び起こす活動を始めた。インチョルは2017年、仲介者を通じてではあるが、本人しか知り得ない質問への答えを確認し、少なくともその時期までは父親が生きていたことを突き止めた。
韓国政府はハイジャック事件の被害者が北朝鮮での立場を複雑にしないため、家族らに目立った行動はしないよう求めてきた。しかし、ファン・インチョルは、父親捜しの活動には終わりが見えないことは認めるものの「私が諦めてしまったら、私も父を強制的に拘束した加害者の一人になってしまう」「私は父の遺体に対面することや父の墓前で泣くことに興味はない」と語り、再会の希望を失うことなく、捜索活動を継続している。